# Бескидски окръг
Бескидски окръг (на полски: Powiat bieszczadzki) е окръг в Югоизточна Полша, Подкарпатско войводство. Заема площ от 1139,07 км2.
Административен център е град Устшики Долне.

## География
Окръгът се намира в историческата област Червена Рус. Разположен е в югоизточната част на войводството.

## Население
Населението на окръга възлиза на 22 396 души (2012 г.). Гъстотата е 20 души/км2.

## Административно деление
Административно окръгът е разделен на 3 общини.
Градско-селска община:
- Община Устшики Долне

Селски общини:
- Община Лютовиска
- Община Чарна

## Фотогалерия
- Устшики Долне
- Лютовиска
- Чарна